# Островское (Запорожская область)
Островское (укр. Островське) — село,
Новониколаевский поселковый совет,
Новониколаевский район,
Запорожская область,
Украина.
Код КОАТУУ — 2323655102. Население по переписи 2001 года составляло 235 человек.

## Географическое положение
Село Островское находится на левом берегу реки Верхняя Терса в месте впадения в неё реки Любашевка,
выше по течению реки Любашевка на расстоянии в 3 км расположено село Весёлый Гай.